# Dicerca divaricata
Dicerca divaricata är en skalbaggsart som först beskrevs av Thomas Say 1823.  Dicerca divaricata ingår i släktet Dicerca och familjen praktbaggar. Inga underarter finns listade i Catalogue of Life.